# Öjenfärjan
Öjenfärjan är en linfärja (vajerfärja) som trafikerar mellan Ön och Käldinge i Nagu (Pargas kommun), Finland. Färjan trafikerar mellan 06:45 och 22:00 utan tidtabell. Färjan har en bärighet på 44 ton och utrymme för cirka 10 personbilar.
Öjenfärjan är en privat färja med det lokala väglaget som tjänsteleverantör. Färjan väglaget använder hyrs av Finferries (Finlands Färjetrafik Ab). Den nuvarande färjan är Lautta #180 som byggdes 1972 av Parkano Oy i Finland. L-180 motsvarar sina systerfartyg, det vill säga Finferries färjorna med 44 tons bärighet när det kommer till teknisk data.